# Psammisia aurantiaca
Psammisia aurantiaca är en ljungväxtart som beskrevs av J.L. Luteyn. Psammisia aurantiaca ingår i släktet Psammisia och familjen ljungväxter. Inga underarter finns listade i Catalogue of Life.